# Plan B
Plan B je rolkarsko podjetje, ki izdeluje deske rolk, oblačila in druge rolkarske izdelke. Podjetje je leta 1991 ustanovil Mike Ternasky, ki pa je umrl v tragični nesreči leta 1994. Kmalu po njegovi smrti je prenehalo delovati tudi to sicer zelo uspešno podjetje, ki pa sta ga Danny Way in Colin McKay ponovno oživela leta 2005.

## Obdobje med letoma 1991 in 1994
Leta 1991 se je začelo pisati novo obdobje v rolkanju in Mike Ternasky se je skupaj z Danny Wayem, Matt Hensleyem, Mike Carrollom, Sean Sheffeyem in Rick Howardom kot originalno ekipo ustanovil Plan B. Podjetje je zaradi svoje ekipe in filmov postalo zelo uspešno in z njim so primerjali vse druge. 
Leta 1994 pa je Mike Ternasky umrl v prometni nesreči. Vodstvo podjetja sta prevzela Way in McKay, ki pa sta še vedno posvečala skoraj vso energijo rolkanju. Ker nista zmogla upravljati s podjetjem sta se po nekaj letih odločila, da bosta znamko začasno ukinila.

## Ponovna oživitev podjetja
Leta 2005 je Danny Way s pomočjo Sydrome distribucije oživel znamko, na ekipo pa dodal takrat najbolj popularne rolkarje, kot so Paul Rodriguez, Colin McKay, Ryan Gallant, PJ Ladd in Darrell Stanton. Naslednje leto se je pridružil tudi Patt Duffy, ki je bil že v prvi ekipi.

## Ekipa
Sedanja:
- Jereme Rogers (2007 - )
- Ryan Sheckler (2006 - )
- Brian Wenning (2006 - )
- Paul Rodriguez (2005 - )
- Danny Way (1991 - 1997, 2005 - )
- Colin McKay (1991 - 1997, 2005 - )
- Ryan Gallant (2005 - )
- PJ Ladd (2005 - )
- Pat Duffy (1991 - 1997, 2006 - )
- Scott DeCenzo (2008 - )

Pretekli člani:
- Darell Stanton (2005 - 2006)
- Rick McCrank (??? - ???)
- Brian Emmers (??? - ???)
- Pat Chanita (??? - ???)
- Tony Ferguson (??? - ???)
- Sal Barbier (??? - ???)
- Mike Carroll (??? - ???)
- Ryan Fabry (??? - ???)
- Matt Hensley (??? - ???)
- Rick Howard (1991 - 1993)
- Rodney Mullen (??? - ???)
- Sean Sheffey (??? - ???)

## Videografija
- The Revolution (1997)
- Second Hand Smoke (1994)
- Virtual Reality (1993)
- Questionable (1992)

V 27. številki 411 video revije je Plan B predstavljen v članeku Industry. (1997)